# Monts Nassau
Les monts Nassau (en anglais Nassau Mountains) sont un massif montagneux de l'Est du Suriname, dont le plateau culmine à environ 570 mètres d'altitude.

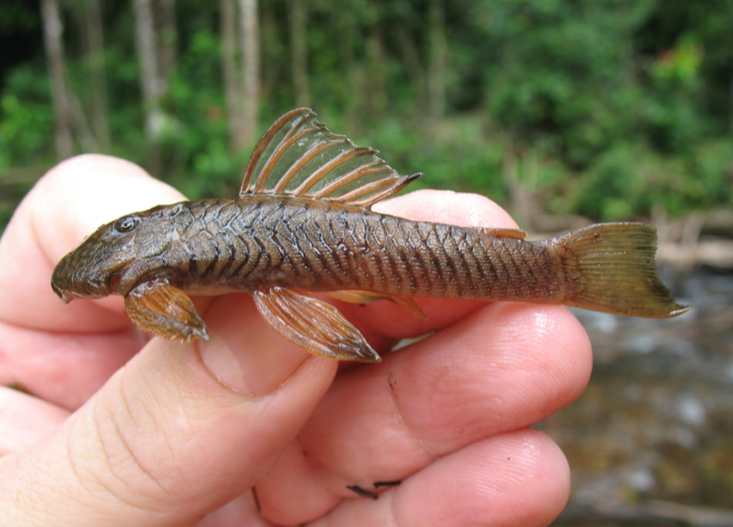
Guyanancistrus nassauensis est endémique des monts Nassau.

Une espèce de poissons-chats endémique des monts Nassau, Guyanancistrus nassauensis, a été nommée en référence à celles-ci. Elle est menacée d'extinction, notamment par un projet de mine de bauxite et par les activités d'orpaillage illégal déjà en cours dans la région. Comme les monts Nassau sont éloignés de toute zone habitée, ils sont totalement dénués de protection.